# Сушняк

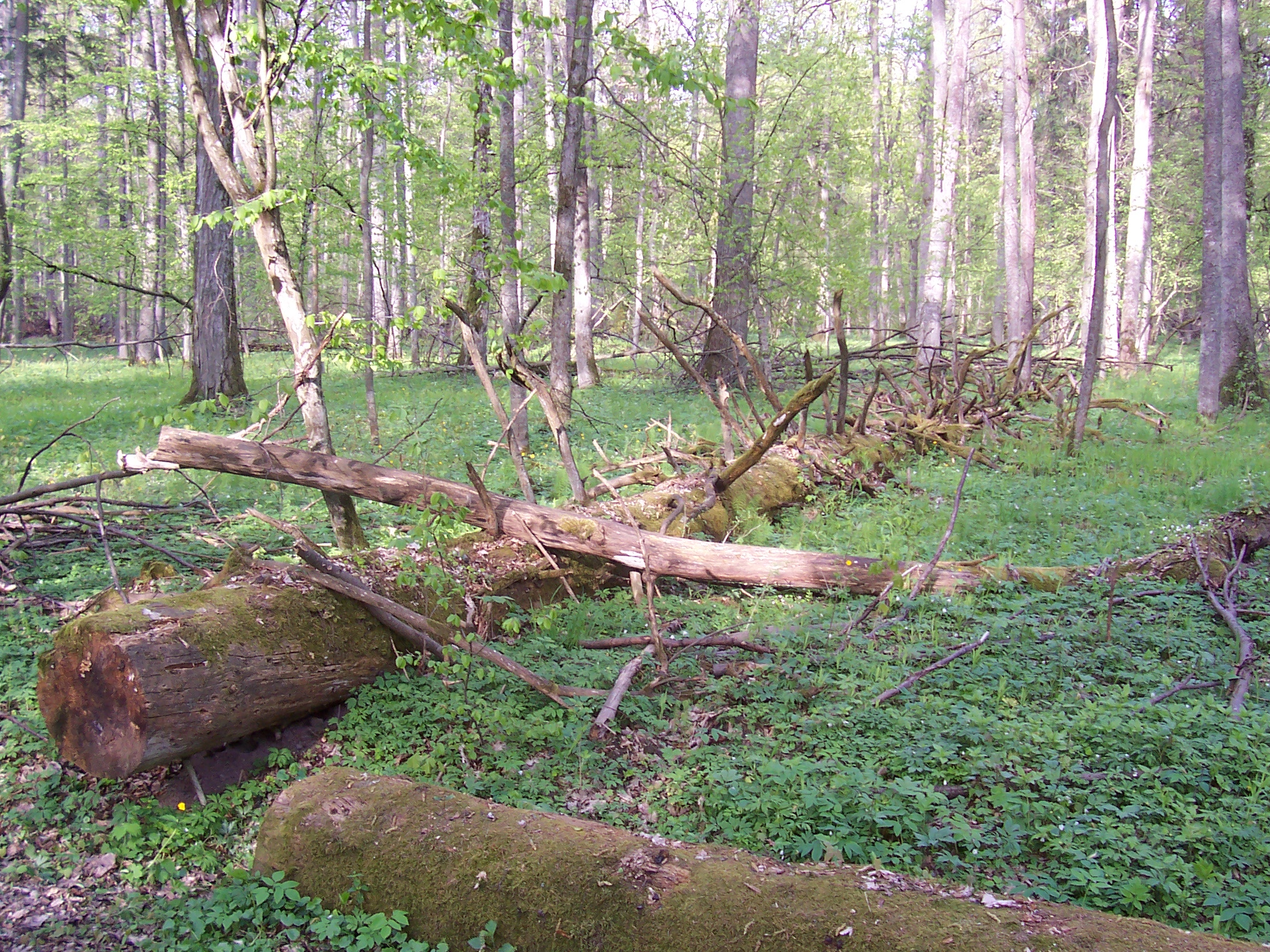
Сушняк в Біловезькому національному парку (Польща), 2007

Сушня́к (також: падалиця, валежник (від рос. валежник) — стовбури дерев або їх частини, що впали на землю в лісі, парку, на узбережжі водойми тощо. Стовбури, гілки, суччя, сухі та ті, що піддаються процесам гниття. Зломлені вітром (бурелом), навалами снігу тощо дерева, а також дерева, звалені та напівоброблені, але не вивезені і покинуті в деревному масиві (часто як забраковані). Загалом будь-який повалений або лежачий на землі ліс, що в більшій чи меншій мірі втратив технічні якості і цінність. Сушняк може використовуватись як паливо (дрова).

## Утворення
Утворення сушняку відбувається при природному відмиранні дерев, рубках, лісових пожежах, буреломі, сніголамі, сніговалі, ожеледі (заледеніння крони і стовбура), пошкодженні насаджень шкідниками, грибними хворобами.

## Екологічне значення
У результаті природного розкладу сушняк залишає в ґрунті живильні речовини. Утворені ним мікропідвищення створюють умови для самовідновлення цінних порід дерев (ялина, ялиця, сосна). Сушняк зміцнює схили, захищає ґрунт. Він є постійним або тимчасовим середовищем проживання для багатьох живих організмів: мікроорганізмів, грибів , членистоногих, молюсків, земноводних і плазунів, птахів і навіть дрібних ссавців. Для успішного розвитку рослин окремих видів необхідно, щоб їх насіння проросло в сушняку.
Сушняк відіграє значну роль як довгострокове сховище вуглецю. Наприклад, в хвойних лісах в сушняку разом з ґрунтом може міститися до 25-30% запасу вуглецю в лісі.

## Природоохоронні аспекти та переробка
Накопичення сушняку доволі небезпечне для лісу, оскільки він в разі виникнення лісової пожежі сприяє швидкому її поширенню на значні простори. Крім того він є сприятливим середовищем для різних шкідливих комах, особливо короїдів, які, розмножуючись, переходять з нього і на здорові дерева, знищуючи часто десятки і сотні тисяч гектарів цінного лісу. Тому в облаштованому лісовому господарстві звертається особлива увага на своєчасне видалення сушняку з лісу — його прибирання.
Самовільний збір сушняку без особливого дозволу лісництва та відповідальних державних органів, зазвичай не дозволений. За Постановою Кабінету міністрів України від 23 квітня 1996 року №449 «Про затвердження Порядку заготівлі другорядних лісових матеріалів і здійснення побічних лісових користувань в лісах України», встановлюється порядок заготівлі малоцінних промислових лісових матеріалів, де самовільна заготівля сушняку та сухостою визначається як незаконна.
Сушняк може бути пожежонебезпечним розсадником комах тільки на початку розкладання. Згодом же, при подальшому розкладанні деревини, стає нешкідливим і саме видалення його з лісу приносить вже не користь, а шкоду господарству, марно позбавляючи лісові ґрунти природного добрива.